# 吴慰慈
吴慰慈（1937年7月—），男，安徽枞阳人，中国图书馆学家，北京大学资深教授，曾任北京大学信息管理系主任，国务院学位委员会学科评议组成员，中国图书馆学会顾问。